# خون و بتن
خون و بتن (به انگلیسی: Blood and Concrete) فیلمی محصول سال ۱۹۹۱ و به کارگردانی جفری رینر است. در این فیلم بازیگرانی همچون بیلی زین، جنیفر بیلز، درن مک‌گون، نیکولاس ورث، مارک پلگرینو، هری شیرر و جیمز لوگرو ایفای نقش کرده‌اند.